# Fundação de Educação Artística
A Fundação de Educação Artística (FEA) é uma instituição de ensino, experimentação e difusão artística sediada em Belo Horizonte. Fundada em 1963, por um grupo de artistas e intelectuais de Minas Gerais, é uma entidade sem fins lucrativos, com forte atuação social.
No âmbito educacional, destaca-se o papel da FEA no processo de atualização do ensino musical, em Belo Horizonte e em diversos centros de formação do Brasil.
A Fundação de Educação Artística tem como um de seus valores o intercâmbio entre as artes, mantendo-se sempre aberta a novas ideias, pesquisas e experimentações. 

A pianista Berenice Menegale em 2013

Fundadora da Fundação de Educação Artística, a pianista e professora de piano Berenice Menegale, segue coordenando a Instituição ocupando o cargo de Diretora-Executiva. 

## História

### As origens
A Fundação de Educação Artística foi criada, em maio de 1963, por um grupo de pessoas ligadas às artes, insatisfeitas com o ambiente musical belorizontino na época. Esse grupo acreditava na necessidade de um trabalho inovador, democrático, destinado a difundir a educação musical para crianças, a propiciar oportunidades de formação profissional de qualidade para músicos e a contribuir para o desenvolvimento cultural e artístico da cidade.
Desde o princípio, a FEA se mostra como um centro de experimentação, renovação e difusão artística que busca integrar-se às propostas modernizantes que marcaram o cenário cultural de Belo Horizonte ao longo do século XX nos campos das artes plásticas, da literatura e da arquitetura. 
A FEA é uma instituição sem fins lucrativos declarada de utilidade pública nos níveis municipal, estadual e federal. Seu primeiro presidente foi o jurista Caio Mário da Silva Pereira. 
A primeira sede da fundação se situava numa casa alugada na Av. Bias Fortes. Ali funcionaram, por um ano, os cursos de iniciação musical para crianças, de instrumentos e disciplinas teóricas. 
Em convênio com o Colégio de Aplicação da Faculdade de Filosofia e Ciências Humanas da Universidade Federal de Minas Gerais, a FEA criou e manteve, nos primeiros anos, aulas em que as crianças tinham a música como centro do currículo, além de serem encaminhadas à sede da Fundação para o aprendizado de instrumentos musicais à sua escolha. Esse modelo alternativo e democrático de formação musical, no entanto, durou pouco tempo devido ao novo cenário imposto à universidade brasileira a partir da instauração da ditadura militar. 
Já no primeiro ano de sua existência, a Fundação criou as Manhãs Musicais, série dominical de concertos de música do século XX, precedidos de palestra ilustrativa e abertos ao público. A série continua acontecendo na atualidade  e nela já se apresentaram grandes músicos brasieleiros e estrangeiros.

### Desenvolvimento
A Fundação de Educação Artística desde cedo firmou-se nos meios culturais belorizontinos, colaborando com diversas entidades artísticas da cidade e atraindo, por suas propostas, alunos de variadas faixas etárias. 
À medida que crescia o número de alunos e cursos, a FEA precisava deslocar-se para sedes mais amplas, sempre alugadas.
A partir de 1967 com o crescimento da atividade cultural da Fundação Artística e um grande aumento do número de pessoas envolvidas, surgiu a necessidade de um espaço cultural próprio.
Assim, em 1968, valendo-se de uma oportunidade e contando com forte apoio dos docentes - que por dois anos doaram seus salários -, a instituição adquiriu sede própria, na Rua Gonçalves Dias, 320, Bairro Funcionários.

O Teatrinho Heloísa Guimarães na antiga sede da Fundação de Educação Artística

Entre 1974 e 1975 foi construído o Teatro Heloísa Guimarães. Com projeto e execução realizado pelos próprio professores e alunos.  
Por muito tempo, esse foi o palco de importantes acontecimentos artísticos. 
Durante os 25 anos em que a FEA permaneceu nesse local, sua ação cultural solidificou-se com projetos de alcance local e nacional, como os Festivais de Inverno, os Ciclos e Simpósios de Música Contemporânea e os Ciclos de Música de Câmara. 
A vocação social da instituição também foi fortalecida com a criação da Orquestra de Câmara da Fundação de Educação Artística, uma vez que essa iniciativa visava a proporcionar uma opção profissional para instrumentistas e uma alternativa cultural para a população, num momento crítico em que a orquestra existente na cidade encerrara suas atividades. Essa etapa foi marcada, ainda, pelas oficinas de criação e de construção de instrumentos, que deram origem ao Uakti - Oficina Instrumental e pelo surgimento do Grupo Oficcina Multimédia.
Nesse período, o número de alunos dos cursos permanentes da FEA passara de 200 a 350. No final de 1989, Fundação passou por um momento particularmente difícil. Após muitas consultas e reuniões, a diretoria decidiu interromper os cursos e outras atividades e foi acordada a demissão da maior parte de professores e funcionários. Em janeiro e fevereiro de 1990, um grupo especialmente designado elaborou uma proposta para reabertura apenas de cursos básicos e não deficitários, a ser realizada a partir de março daquele ano. Em função dessa medida, necessária em tal circunstância, o número de alunos se viu drasticamente reduzido. A Fundação conseguiu manter-se em situação financeira razoavelmente equilibrada por mais três anos. Sua função social, porém, estava comprometida, já que as gratuidades tinham sido suprimidas. Por isso, a instituição preferiu quebrar o equilíbrio e voltar a conceder bolsas, o que permitiu o retorno dos cursos mais avançados. O número de alunos caíra a menos de 200 e, após a nova deliberação, voltou a crescer progressivamente, atingindo a marca de 300 alunos em 1995.

### Os dias atuais
Em 1993, foi firmado contrato de incorporação com uma construtora, pelo qual foi construída, no terreno da antiga casa da Rua Gonçalves Dias, uma sede apropriada para abrigar todas as atividades que as antigas instalações da FEA já não comportavam.
A Fundação instalou-se, provisoriamente, numa casa alugada no bairro Carmo-Sion, até ser concluída a nova sede, em 1997, cujo projeto arquitetônico foi concretizado com modernos recursos técnicos de isolamento termo-acústico e com planejamento específico para abrigar diversos cursos e serviços. Em 2002, a sede recebeu o nome de Centro Cultural Fernando Pinheiro Moreira. 

O palco da sala de música Sergio Magnani na sede atual da FEA

Fruto de negociação que teve como base a casa adquirida com recursos próprios em 1968, a construção da nova sede contou ainda com o apoio do Fundo Nacional de Cultura para a execução dos projetos acústico e técnico da Sala de Música Sergio Magnani, que é o espaço da Fundação destinado a programações musicais e outros eventos. 

O Saguão de entrada da Fundação de Educação Artística na ocasião do 4º Encontro de Compositores e Intérpretes Latino-Americano. Abril de 2002

A inauguração da nova sede propiciou a potencialização das atividades que fazem da entidade, desde o início de sua história, um polo de convergência e irradiação de intensa movimentação cultural. O sucesso do 4º Encontro de Compositores e Intérpretes Latino-Americanos (2002), evento de grande expressão realizado pela FEA, deveu-se em grande parte à estrutura da sede, que durante oito dias abrigou dezessete concertos, mesas-redondas, seminários, oficinas, bem como serviços de livraria, assessoria de imprensa e café. A partir da transferência para a sede atual, a FEA passaram a receber número crescente de alunos em seus cursos regulares, até atingir a marca de 400, que já se mantém há alguns anos.
Entre 30 e 40% de sua receita são utilizados em bolsas de estudos em cursos livres que atendem, semestralmente, centenas de crianças, jovens e adultos. Para se manter, a FEA depende da captação de doações e patrocínios.
Em 2013, a FEA comemorou 50 anos de atividades culturais e educacionais ininterruptas.
Em 13 de agosto de 2020, faleceu aos 94 anos de idade, no Rio de Janeiro, o professor e cantor Eladio Pérez-González, vítima da Covid-19. Eladio foi parceiro musical de vida inteira de Berenice Menegale e grande colaborador da Fundação de Educação Artística.
À época, a Fundação de Educação Artística (FEA) divulgou nota lamentando a morte de Eladio. 
"Caros amigos, a Fundação de Educação Artística perdeu hoje o Professor Eladio Pérez-González grande amigo e excelente Professor. Trabalhador incansável a quem a Arte muito deve, esteve aqui conosco por quase meio século, até o início desta pandemia que, por fim, o acometeu e o levou. Com grande tristeza, ao mesmo tempo reconhecidos e agradecidos ao Eládio, esperamos continuar a tê-lo em nossos corações e mentes, agora na distância, feito imagina o Poeta:
"Por muito tempo achei que a ausência é falta.
E lastimava, ignorante, a falta.
Hoje não a lastimo.
Não há falta na ausência.
A ausência é um estar em mim.
E sinto-a, branca, tão pegada, aconchegada nos meus braços,
que rio e danço e invento exclamações alegres,
porque a ausência, essa ausência assimilada,
ninguém a rouba mais de mim."
⠀⠀⠀⠀⠀⠀⠀⠀⠀Carlos Drummond de Andrade.
O CD póstumo A Canção Latino-Americana do duo de voz e piano formado por Eladio Pérez-González e Berenice Menegale foi lançado no ano de 2020 homenageando a parceria de longa data da dupla. Dedicado ao compositor argentino residente em Belo Horizonte Rufo Herrera, amigo pessoal dos intérpretes e grande incentivador da música latino-americana, o disco ficou inédito até seu lançamento 22 anos após a gravação.  Eladio Pérez-González não chegou a ver o CD finalizado: faleceu no Rio de Janeiro poucos dias antes do disco ficar pronto.